# Couepia parillo
Couepia parillo là một loài thực vật có hoa trong họ Cám. Loài này được DC. mô tả khoa học đầu tiên năm 1825.